# Gegenglück Stolln

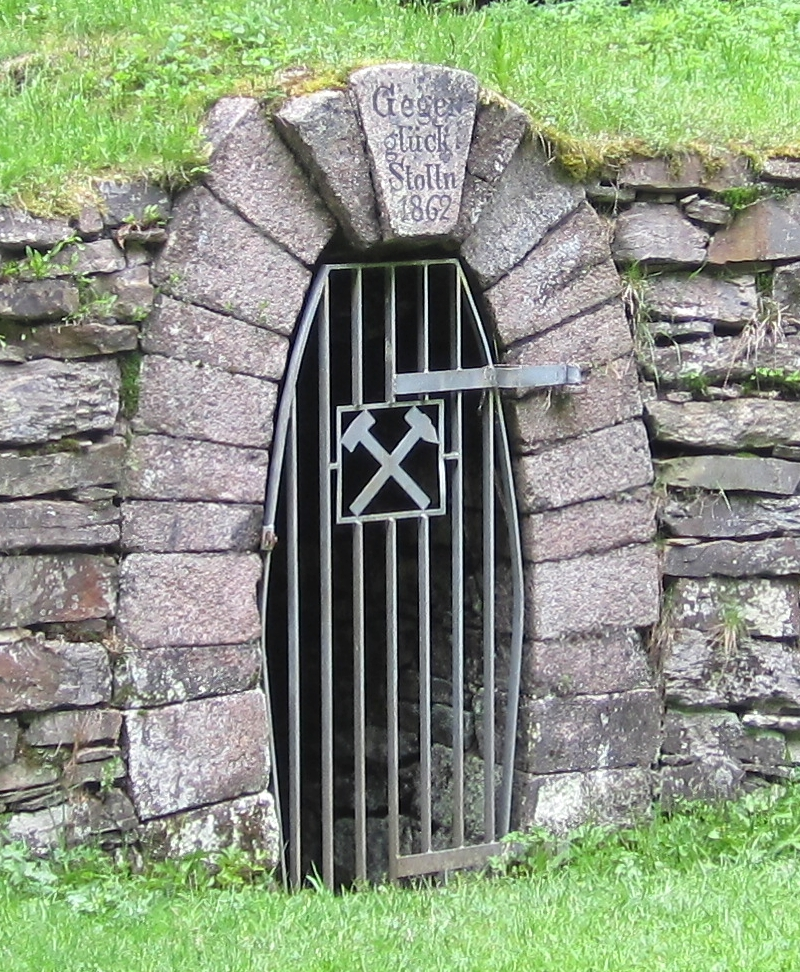
Mundloch des Gegenglück Stollns, Detail

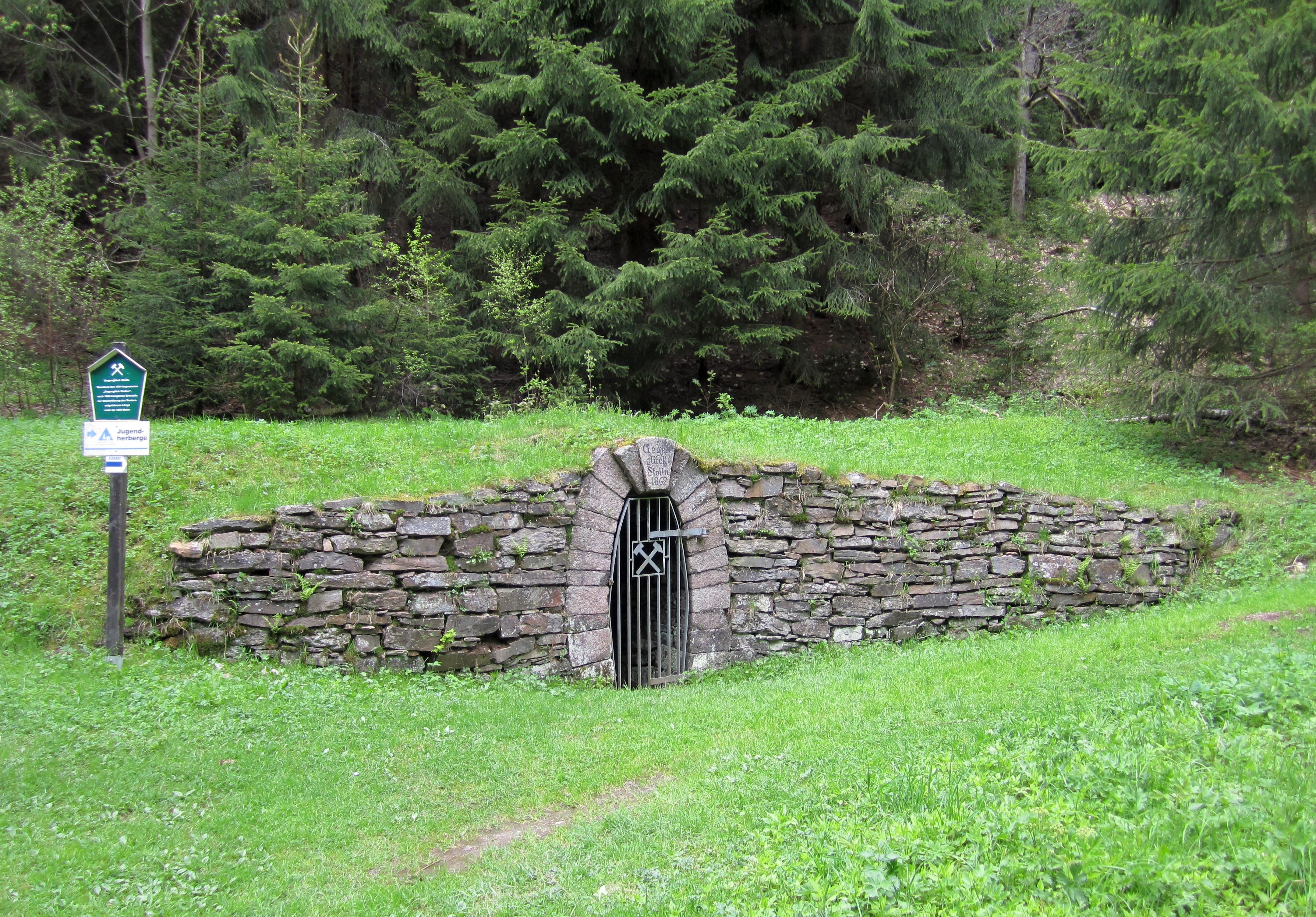
Mundloch des Gegenglück Stollns

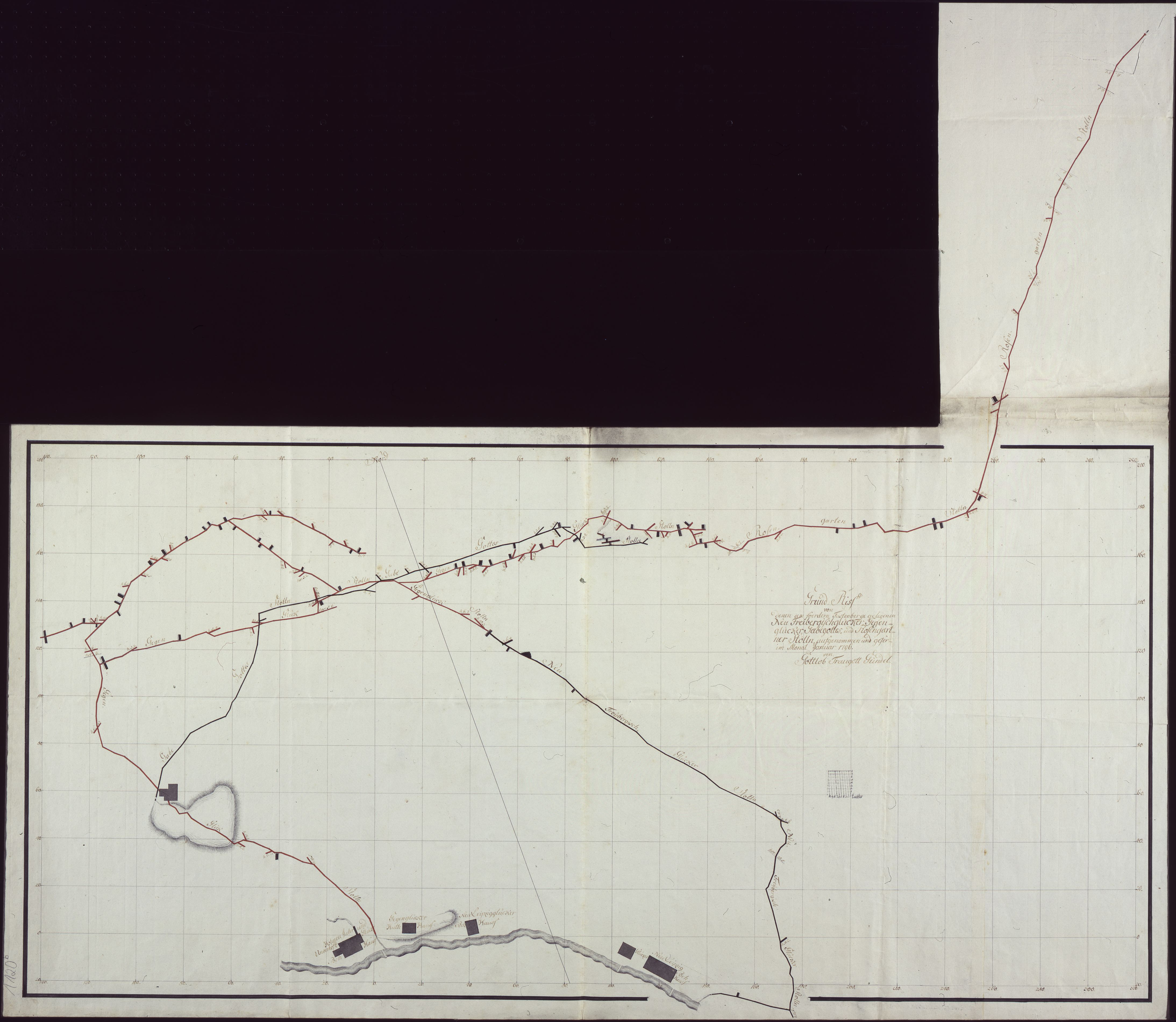
Grundriss Stollen vorderer Fastenberg

Der Gegenglück Stolln ist eine bergbauliche Anlage in Johanngeorgenstadt, Erzgebirgskreis, Sachsen.
Das Mundloch des Stollns befindet sich im Lehmergrund am Kammweg Erzgebirge–Vogtland, unmittelbar neben den Fundamentresten der Hohneujahrer Pochwäsche. Der Stolln wurde 1694 gemutet und verliehen. Der Gegenglück Erbstolln hatte u. a. für das Berggebäude Gabe Gottes Stolln Bedeutung als Aufschlussgrubenbau und für den Schaarschacht zur Wasserabführung. 1799 wurde der Stolln als kurfürstlich-sächsischer Erbstolln, der zur Wasserlösung des Reviers genutzt wurde, gemeinsam mit dem Rosengarten Stolln wieder aufgenommen. Der Stolln wurde in einer Länge von ca. 1.600 Metern aufgefahren. Der Schlussstein des Mundloches wurde aus Granit 1862 neu angefertigt. 1864 erfolgte die Lossagung als königlicher Stolln.
Zwischen 1947 und 1951 wurde der Stolln vom Objekt 01 der Wismut AG als Wasserlösestolln benutzt. Der maximale Wasserabfluss betrug 22,5 m3/h. Der Stolln wurde Ende der 1940er-Jahre auch durch die Geologische Abteilung des Objektes 01 untersucht, ohne dass bauwürdige Uranvererzungen festgestellt wurden.
Unweit des Stollnmundloches befand sich das Hut- oder Zechenhaus, das zuletzt als Wohnhaus genutzt und 1955 abgerissen wurde.
1750 wurden mit einer Silberstufe aus dem Gegenglückstolln durch Christian Gotthold Hoffmann Versuche mit einem metallenen Brennspiegel unternommen.

## Risse
- William Tröger: Berggebäude Gottes Segen, Georg, Kinder Israel, Dresdner, Schaller, Hanauer Lust, Neue Brüderschaft, Weiße Taube, Neu Freiberger Glück und Gegenglück Stolln bei Johanngeorgenstadt (Grund- und Seigerriss). 1832.